# Konstsim vid världsmästerskapen i simsport 2024 – Fritt lagprogram
Det fria lagprogrammet i konstsim vid världsmästerskapen i simsport 2024 avgjordes mellan den 8 och 9 februari 2024 i Aspire Dome i Doha i Qatar.
Kina tog guld, Japan tog silver och USA tog brons.

## Resultat
Kvalet startade den 8 februari klockan 09:30. Finalen startade den 9 februari klockan 14:00.
Grön bakgrund betyder att konstsimmarna gick vidare till finalen
| Placering | Nation     | Simmare | Kval     | Kval      | Final            | Final            |
| Placering | Nation     | Simmare | Poäng    | Placering | Poäng            | Placering        |
| --------- | ---------- | --- | -------- | --------- | ---------------- | ---------------- |
| 1         | Kina       | Chang Hao Cheng Wentao Feng Yu Li Xiuchen Wang Ciyue Xiang Binxuan Xiao Yanning Zhang Yayi                                                                                     | 338,4981 | 1         | 339,7604         | 1                |
| 2         | Japan      | Moe Higa Moeka Kijima Uta Kobayashi Tomoka Sato Ami Wada Akane Yanagisawa Mashiro Yasunaga Megumu Yoshida                                                                      | 319,4124 | 2         | 315,2229         | 2                |
| 3         | USA        | Anita Alvarez Jaime Czarkowski Megumi Field Audrey Kwon Calista Liu Jacklyn Luu Daniella Ramirez Natalia Vega                                                                  | 305,8229 | 4         | 304,9021         | 3                |
| 4         | Spanien    | Cristina Arámbula Berta Ferreras Marina García Meritxell Mas Alisa Ozhogina Paula Ramírez Sara Saldaña Iris Tió                                                                | 308,2480 | 3         | 302,8228         | 4                |
| 5         | Italien    | Linda Cerruti Marta Iacoacci Sofia Mastroianni Enrica Piccoli Lucrezia Ruggiero Isotta Sportelli Giulia Vernice Francesca Zunino                                               | 289,0522 | 6         | 282,4312         | 5                |
| 6         | Grekland   | Maria Alzigkouzi Thaleia Dampali Zoi Karangelou Maria Karapanagiotou Danai Kariori Ifigeneia Krommydaki Sofia Malkogeorgou Sofia Rigakou                                       | 270,9751 | 8         | 267,8292         | 6                |
| 7         | Kanada     | Sydney Carroll Scarlett Finn Jonnie Newman Raphaelle Plante Kenzie Priddell Claire Scheffel Florence Tremblay Olena Verbinska                                                  | 268,5854 | 9         | 263,3980         | 7                |
| 8         | Israel     | Shelly Bobritsky Maya Dorf Noy Gazala Catherine Kunin Aya Mazor Nikol Nahshonov Ariel Nassee Neta Rubichek                                                                     | 282,3667 | 7         | 259,3188         | 8                |
| 9         | Ukraina    | Maryna Aleksijiva Vladyslava Aleksijiva Marta Fjedina Oleksandra Horetska Veronika Hrysjko Darja Mosjynska Anastasija Sjmonina Valerija Tysjtjenko                             | 297,2999 | 5         | 233,5229         | 9                |
| 10        | Australien | Carolyn Rayna Buckle Natalia Caloiero Georgia Courage-Gardiner Kiera Gazzard Alessandra Ho Margo Joseph-Kuo Zoe Poulis Milena Waldmann                                         | 222,7791 | 10        | 229,6751         | 10               |
| 11        | Brasilien  | Vitória Casale Jullia Catharino Luiza Lopes Sara Marinho Ana Beatriz Nunes Jaddy Milla Portela Passos Celina Rangel Anna Veloso                                                | 219,9521 | 11        | 225,0126         | 11               |
| 12        | Kazakstan  | Eteri Kakutia Aigerim Kurmangaliyeva Xeniya Makarova Arina Myasnikova Anna Pavletsova Valeriya Stolbunova Zhaklin Yakimova Zhaniya Zhiyengazy                                  | 213,4418 | 12        | 208,2312         | 12               |
| 13        | Slovakien  | Veronika Ásványiová Michaela Bernáthová Chiara Diky Lea Anna Krajčovičová Hana Markušová Viktória Reichová Žofia Strapeková Lisa Zemanová                                      | 196,4710 | 13        | Gick inte vidare | Gick inte vidare |
| 14        | Thailand   | Jinnipha Adisaisiributr Kantinan Adisaisiributr Patrawee Chayawararak Nannapat Duangprasert Chantaras Jarupraditlert Pongpimporn Pongsuwan Supitchaya Songpan Voranan Toomchay | 186,8813 | 14        | Gick inte vidare | Gick inte vidare |
| 15        | Egypten    | Mariam Ahmed Nadine Barsoum Amina Elfeky Hanna Hiekal Salma Marei Sondos Mohamed Nihal Saafan Malak Toson                                                                      | 182,5937 | 15        | Gick inte vidare | Gick inte vidare |
| 16        | Costa Rica | María Alfaro Alexa Alpízar María Paz Castro Nadia Gomes Andrea Maroto Anna Mitinian Jimena Solano Raquel Zúñiga                                                                | 0DNS0    | 0DNS0     | 0DNS0            | 0DNS0            |